# Приморско-Ахтарск
Примо́рско-Ахта́рск — город в Краснодарском крае. Административный центр Приморско-Ахтарского муниципального округа.
Население — 30 084 чел. (2025).

## География
Приморско-Ахтарск расположен в северо-западной части Краснодарского края в Приазовско-Кубанской равнине на побережье Азовского моря.
Город расположен на берегу Ахтарского лимана Азовского моря, в 151 км к северо-западу от Краснодара. Имеется автостанция и железнодорожная станция Ахтари.
Климатический курорт, сероводородные воды.

### Климат
Переходный от умеренно континентального к субтропическому средиземноморскому.
- Зима мягкая, влажная, устойчивого снежного покрова не образуется. Средняя температура января −0,6 °C.
- Лето очень тёплое, средняя температура июля +25,2 °C, что является одним из самых высоких значений в России и выше, чем в Краснодаре. Сумма активных температур одна из самых высоких среди районов побережья Чёрного моря.
- Относительная влажность около 75 %.
- Купальный сезон с мая по сентябрь (температура воды в море и Ясенском заливе от 19 °C до 25 °C).
- В году в среднем 235 солнечных дней и 133 дождливых.

| Показатель                       | Янв.  | Фев.  | Март  | Апр. | Май  | Июнь | Июль | Авг. | Сен. | Окт. | Нояб. | Дек.  | Год   |
| -------------------------------- | ----- | ----- | ----- | ---- | ---- | ---- | ---- | ---- | ---- | ---- | ----- | ----- | ----- |
| Абсолютный максимум, °C          | 17,5  | 19,8  | 26,5  | 30,6 | 36,1 | 39,3 | 40,7 | 40,3 | 37,3 | 33,7 | 24,5  | 20,7  | 42,1  |
| Средний суточный максимум, °C    | 2,5   | 4,1   | 9,5   | 16,7 | 23,0 | 27,3 | 30,1 | 28,9 | 23,4 | 16,4 | 8,8   | 3,7   | 15,8  |
| Средняя температура, °C          | −0,6  | 0,1   | 5,0   | 11,6 | 17,9 | 22,5 | 25,2 | 24,6 | 18,8 | 12,2 | 5,3   | 1,1   | 11,5  |
| Средний суточный минимум, °C     | −2,9  | −2,6  | 2,0   | 7,9  | 13,9 | 18,5 | 20,9 | 20,0 | 14,8 | 8,7  | 2,6   | −1,2  | 8,2   |
| Абсолютный минимум, °C           | −27,2 | −27,8 | −17,4 | −4,8 | 2,0  | 8,0  | 12,1 | 7,8  | 0,9  | −7,2 | −21,1 | −22,8 | −26,5 |
| Норма осадков, мм                | 51    | 44    | 45    | 39   | 42   | 60   | 53   | 52   | 48   | 40   | 51    | 62    | 587   |
| Температура воды, °C             | 0,8   | 0,8   | 3,7   | 11,4 | 18,1 | 22,6 | 24,7 | 23,8 | 18,7 | 12,3 | 5,9   | 1,9   | 12,1  |
| Источник: Погода и климат, ЕСИМО |       |       |       |      |      |      |      |      |      |      |       |       |       |

## История
В 1774 году русские войска овладели турецкой крепостью Ахтар-Бахтар (название происходит от тюркского «приморский белый утёс», "baxtar" в переводе с тюркского означает "западный", соответственно название города переводится как "Западный Ахтар"). В 1778 году был построен Ахтарский редут.
В 1854 году был утверждён посёлок Ахтарский, образованный из казачьих хуторов при Ахтарском лимане. В 1878 году посёлок причислен к станице Бриньковской. В 1900 году посёлок преобразован в станицу Приморско-Ахтарскую. 
В 1922—1926 годах станица была городом, затем снова станицей. 11 января 1949 года населённый пункт вторично преобразован в город Приморско-Ахтарск.
До 19 февраля 2024 года город входил в состав муниципального образования Приморско-Ахтарское городское поселение и являлся его административным центром. С 19 февраля 2024 года город входит в состав Приморско-Ахтарского муниципального округа в результате объединения муниципальных образований Приморско-Ахтарского района, в том числе и самого района.
В ходе российского вторжения в Украину в начале 2025 года военный аэродром в Приморско-Ахтарске был атакован беспилотниками.

## Население
| 1939    | 1959    | 1967    | 1970    | 1979    | 1989    | 1992    | 1996    | 1998    | 2000    | 2001    | 2002    |
| ------- | ------- | ------- | ------- | ------- | ------- | ------- | ------- | ------- | ------- | ------- | ------- |
| 19 465  | ↗22 006 | ↗26 000 | ↘25 981 | ↗27 957 | ↗30 047 | ↗31 100 | ↗33 900 | ↗34 100 | →34 100 | ↘34 000 | ↘32 677 |
| 2005    | 2006    | 2007    | 2008    | 2009    | 2010    | 2011    | 2012    | 2013    | 2014    | 2015    | 2016    |
| ↘32 400 | ↘32 200 | →32 200 | →32 200 | ↘32 165 | ↗32 257 | ↗32 300 | ↘32 245 | ↘31 921 | ↘31 740 | ↗31 887 | ↗31 987 |
| 2017    | 2018    | 2019    | 2020    | 2021    | 2023    | 2024    | 2025    |         |         |         |         |
| ↘31 925 | ↗32 048 | ↗32 180 | ↗32 349 | ↘31 087 | ↘30 465 | ↘30 238 | ↘30 084 |         |         |         |         |

На 1 января 2025 года по численности населения город находился на 492-м месте из 1124 городов Российской Федерации.
Национальный состав
По данным Всероссийской переписи населения 2010 года:
| Народ    | Численность, чел. | Доля от всего населения, % |
| -------- | ----------------- | -------------------------- |
| русские  | 29 991            | 92,98 %                    |
| украинцы | 801               | 2,48 %                     |
| другие   | 1 465             | 4,54 %                     |
| Всего    | 32 257            | 100,0 %                    |

По итогам переписи населения 2020 года проживали следующие национальности (национальности менее 0,1 % и другое см. в сноске к строке «Другие»):
| Национальность | Численность, чел. | Доля     |
| -------------- | ----------------- | -------- |
| Русские        | 30 114            | 96,87 %  |
| Украинцы       | 288               | 0,93 %   |
| Армяне         | 126               | 0,41 %   |
| Татары         | 79                | 0,25 %   |
| Белорусы       | 56                | 0,18 %   |
| Немцы          | 33                | 0,11 %   |
| Болгары        | 33                | 0,11 %   |
| Другие         | 358               | 1,14 %   |
| Итого          | 31 087            | 100,00 % |

## Экономика
Основу экономики составляет рыболовство, разведение рыб, а также рыбопереработка. В городе работают множество рыболовных товариществ. Функционирует несколько небольших заводов по переработке рыбы. Также в городе молочный завод, производство и ремонт судов и др.  
Есть базы отдыха, существует туристический сектор.

## Достопримечательности
- Плантации индийского лотоса
- Приморско-Ахтарский историко-краеведческий музей
- Бункер штаба Азовской военной флотилии
- Городища в станице Степной
- Лечебные грязи
- Выставочный зал в здании городского Дома культуры[33].
- Памятник морякам Азовской флотилии — бронекатер 124
- Памятник В. И. Ленину. Скульптор И. П. Шмагун, архитектор Е. Г. Лашук
- Памятник-барельеф сержанту морской пехоты А. Крамаренко, закрывшему своим телом амбразуру немецкого дзота
- Памятник лётчику-испытателю, Герою Советского Союза Г. Бахчиванджи

## Военные объекты
Северо-восточнее города Приморско-Ахтарска находится военный аэродром «Приморско-Ахтарск».

## Радиостанции
- Радио России / ГТРК Кубань 91,8
- Европа Плюс 102.6
- Казак FM 103.1
- Ретро FM 103.5
- Русское радио 104.1
- Дорожное радио 105.2
- Первое радио 105.6

## Известные уроженцы
Гудым Борис Андреевич (1928—1990) — советский деятель здравоохранения. Главный врач Йошкар-Олинской городской больницы (1970―1977) и Республиканской больницы № 2 Марийской АССР (1977―1988). Заслуженный врач РСФСР (1975).